# Scelio dupondi
Scelio dupondi  (лат.) — вид наездников-сцелионид рода Scelio из подсемейства Scelioninae. Название происходит от французского имени одного из детективных персонажей-близнецов Томпсонов в комиксах Приключения Тинтина (эти двое всегда путали друг друга; см. также Scelio janseni).

## Распространение
Африка: ЮАР (Limpopo Prov., 15 км восточнее Klaserie, Guernsey Farm).

## Описание
Мелкие перепончатокрылые насекомые (длин тела от 3,36 до 4,28 мм). От всех других видов афротропической группы Scelio ernstii, кроме Scelio janseni, отличается сетевым рисунком латеральных тергитов. Отличается от Scelio janseni размером (меньше), скульптурой на лбу (тоньше), шириной брюшка (гораздо уже), типом и плотностью скульптуры на брюшке (более тонкой, более компактной, продольной, с более или менее скульптурной формой стернита S3), а также развитием войлочного поля на S3 (сильно редуцированное). Основная окраска буровато-чёрная. Тело грубо скульптированное. Усики самок 12-члениковые, а у самцов 10-члениковые. Нижнечелюстные щупики состоят из 3 сегментов, а нижнегубные — 2-члениковые. Жвалы 2-зубые. Глаза неопушенные. Формула голенных шпор: 1-1-1. Предположительно, как и другие близкие виды, паразитоиды яиц саранчовых (Acrididae, Orthoptera). Вид был впервые описан в 2014 году американским энтомологом Мэттью Йодером (Matthew J. Yoder; Department of Entomology, Университет штата Огайо, Колумбус, Огайо, США) по материалам из Африки.